# Xenagoras (Historiker)
Xenagoras war ein wahrscheinlich im 3. Jahrhundert v. Chr. lebender griechischer Historiker und Geograph.
Die ungefähre Lebenszeit des Xenagoras wird vor allem aus seiner Erwähnung bei Dionysios von Halikarnassos abgeleitet, der ihn anlässlich der Erörterung der Gründung Roms unmittelbar nach dem von ihm ebenfalls zitierten, im 4./3. Jahrhundert v. Chr. lebenden Historiker Kallias von Syrakus als Quelle anführt. Ob Xenagoras mit dem gleichnamigen Vater des hellenistischen Geschichtsschreibers Nymphis von Herakleia identisch ist, lässt sich nicht entscheiden.
Xenagoras ist der Autor einer mindestens vier Bücher umfassenden, nur fragmentarisch erhaltenen Chronik (Titel: altgriechisch Χρόνοι). In diesem Werk ging Xenagoras auch auf Sizilien und wohl ebenso auf Italien, insbesondere Rom ein. Zeitlich reichte die Chronik von der Frühzeit bis mindestens zum Ionischen Aufstand, möglicherweise aber bis zur Ära des Hellenismus. Timachidas entnahm dem ersten Buch von Xenagoras’ Chronik viele Angaben über kultische Weihungen aus älterer Zeit in der von ihm verfassten, 1904 bei Ausgrabungen in Lindos auf einer Marmorstele entdeckten sog. Tempelchronik von Lindos. Dionysios von Halikarnassos gibt bei seinen Ausführungen über die verschiedenen Versionen der Gründung Roms die aus Xenagoras’ Werk stammende mythische Erzählung wieder, dass Odysseus mit Kirke die drei Söhne Rhomos, Anteias und Ardeias gehabt habe. Auch die Scholiasten zu Apollonios von Rhodos verwendeten Xenagoras’ Chronik als Quelle.
Des Weiteren verfasste Xenagoras eine heute ebenfalls verschollene Schrift, die den Titel Über Inseln (altgriechisch Περὶ νήσων) trug und wahrscheinlich nur ein Buch umfasste. Sie wird u. a. von Johannes Tzetzes und Stephanos von Byzanz zitiert. Aus diesem Werk sind einige Fragmente überliefert, die Zypern behandeln.

## Ausgabe der Fragmente
- Felix Jacoby: Die Fragmente der griechischen Historiker (FGrH), Nr. 240